# Koji Miyoshi
Koji Miyoshi (n. 26 martie 1997, Kawasaki, Japonia) este un fotbalist japonez.
Miyoshi a debutat la echipa națională a Japoniei în anul 2019.

## Statistici
| Japonia | Japonia | Japonia |
| An      | Meciuri | Goluri  |
| ------- | ------- | ------- |
| 2019    | 3       | 2       |
| 2020    | 2       | 0       |
| Total   | 5       | 2       |